# Dvor (gmina Lublana)
Dvor – wieś w Słowenii, w gminie miejskiej Lublana. W 2018 roku liczyła 172 mieszkańców. 